# Complesso museale di San Francesco (Trevi)
Il complesso museale di San Francesco ha sede nell'omonimo convento, sviluppatosi a Trevi a partire dal XIII secolo. L'intero complesso, abbandonato dopo le soppressioni napoleoniche, subì varie destinazioni d'uso e dal 1997, dopo lavori di restauro ed adattamento, accoglie il Museo civico costituito da: antiquarium, pinacoteca, chiesa di San Francesco e Museo della civiltà dell'ulivo.

## Storia
Non è accertato l'anno di fondazione del primo insediamento della comunità francescana nella città di Trevi, tuttavia documenti papali del 1258 (breve di Alessandro IV) e del 1285 (bolla di Onorio IV), attestano l'esistenza del convento e il prestigio che questo aveva già nella seconda metà del XIII sec. La fondazione pertanto si fa risalire a poco dopo la morte di san Francesco. Il primo nucleo del convento, costruito nei pressi della chiesa romanica di Santa Maria, successivamente ampliata e dedicata al Santo fondatore dell'Ordine, venne completamente ricostruito nella metà del XVII sec.
Il convento venne chiuso nel 1810, in seguito alle soppressioni napoleoniche, ed ebbe successivamente diverse destinazioni d'uso. Dal 1833 al 1893 ospitò il collegio Lucarini: a questo periodo risale l'adattamento della struttura nella forma attuale, ad opera dell'architetto Giuseppe Valadier. Nel 1980 in alcune sale del convento fu trasferita la Pinacoteca Civica, precedentemente nel palazzo comunale. 
Nel 1996 fu inaugurata la Raccolta d'arte di san Francesco, articolata in diverse sezioni, a cui si aggiunse poco dopo il Museo della Civiltà dell'Ulivo.

## Descrizione

### Chiostro
Il convento ruota intorno al chiostro centrale, costituito da un portico a pilastri di base ottagonale ed un loggiato superiore; la decorazione pittorica ad affresco delle lunette con Storie della vita di San Francesco fu eseguita da Bernardino Gagliardi (1609- 1660), durante il suo soggiorno a Trevi nel 1645. La lettura delle lunette inizia dal lato nord del chiostro, da destra: Annuncio della nascita, La nascita, Il monito del Crocefisso di San Damiano, La rinuncia degli averi davanti al Vescovo di Assisi, Il sogno del Papa Innocenzo III, Onorio III approva la regola, La visione del carro di fuoco, San Francesco predica agli uccelli, La visione dei Troni, La predica di San Francesco nella piazza di Trevi, San Francesco guarisce i ciechi e gli storpi, Tentazione di San Francesco, Il miracolo del bambino, San Francesco assiste gli infermi.  Sotto gli affreschi, in una fascia continua a fondo celeste, sono riportati gli stemmi delle famiglie committenti (i Valenti, i Luzi, i Salvi ed i Tulli) e i nomi di illustri conventuali (Padre Felice Bantinelli, Padre Giuseppe Cetronio e Padre Sante de Ruteis). Sempre del Gagliardi sono i tondi con gli Evangelisti nel corridoio voltato, i Santi e le decorazioni della foresteria con le Virtù (Fede, Speranza, Carità e Continenza) nel vano adiacente al chiostro, e l'Estasi di San Francesco al centro della volta.

### Antiquarium

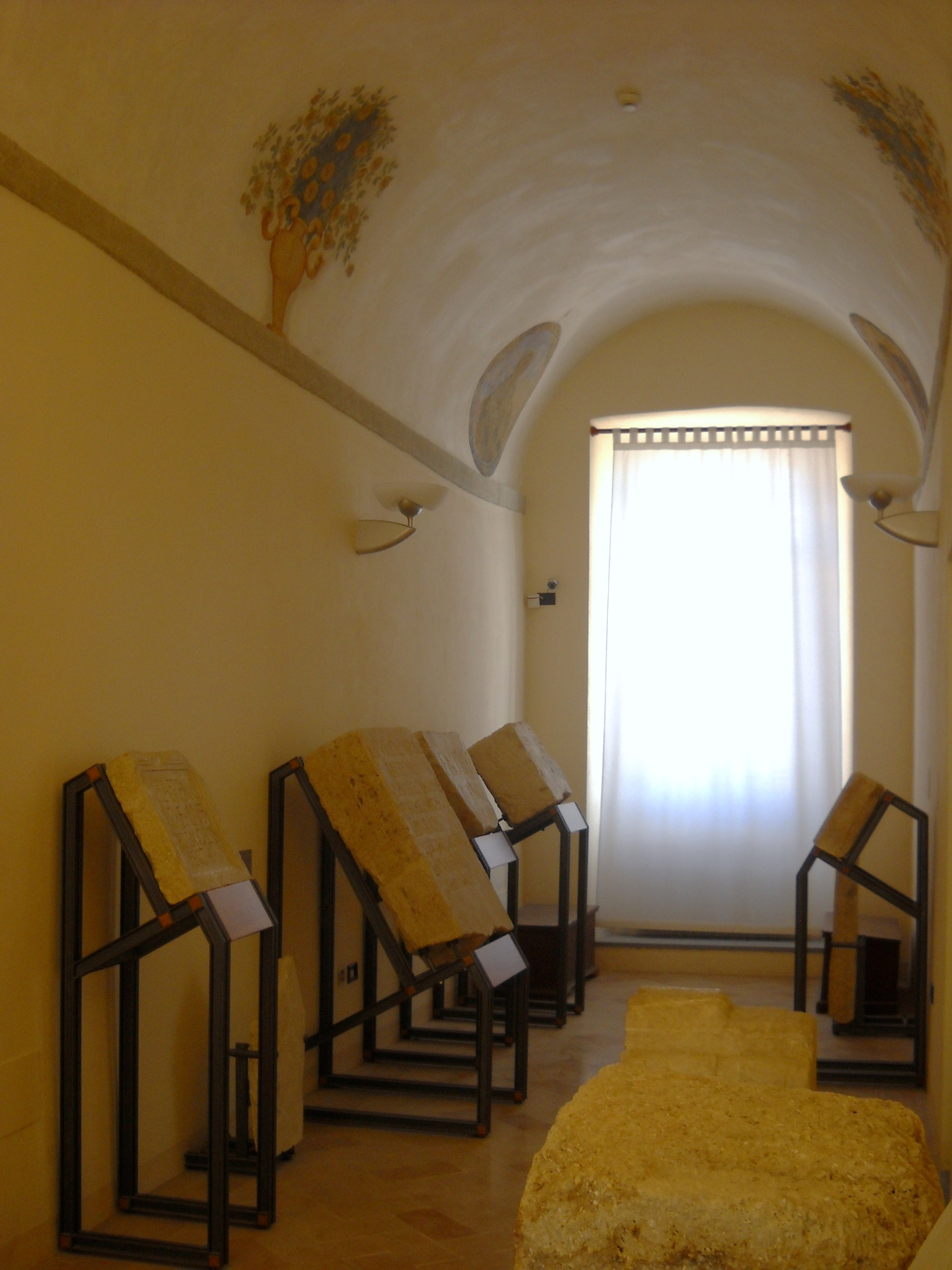
Antiquarium

Inaugurato nel 2006, conserva materiali che attestano un'intensa occupazione del territorio trevano sin dalla Tarda antichità. Il percorso espositivo si articola in tre sale che ripercorrono le diverse fasi insediative.
Nella prima sala sono esposte 16 iscrizioni datate tra il III secolo a.C. e il IV secolo d.C., rinvenute perlopiù in contesti di riutilizzo;  delle 34 iscrizioni provenienti dall'area di Trevi, infatti, solo 14 sono state trovate in situ . La maggior parte, a carattere sepolcrale, riporta l'epitaffio e in un caso il terminus sepulcri, ovvero l'area occupata dal monumento sepolcrale, espressa in piedi. Delle due iscrizioni sacre, la più antica datata alla fine del III sec. a.C., riporta il nome dei Fratres Atierie, collegio sacerdotale noto dalle tavole eugubine, l'altra invece, con dedica a Giove è di datazione incerta. Due sono anche le iscrizioni onorarie, con dedica a Lucio Succonio Prisco ed all'imperatore Volusiano (251- 253 d.C.). Le iscrizioni permettono di ricostruire in parte la struttura amministrativa del municipio romano di Trebiae, con il collegio dei magistrati (Quattuorviri) a capo della città, il collegio dei questori (Quaestuor) con funzioni amministrative e il Pontifex addetto alla sorveglianza del culto ufficiale
La seconda sala è dedicata alla cultura umbra appenninica pre-romana, con materiali che vanno dell'età protostorica a quella arcaica. Si tratta di frammenti di vasellame di impasto bruno, bucchero e buccheroide databili tra VII e VI secolo a.C., che attestano un'occupazione del territorio attraverso insediamenti stabili d'altura posti al controllo della pianura sottostante.

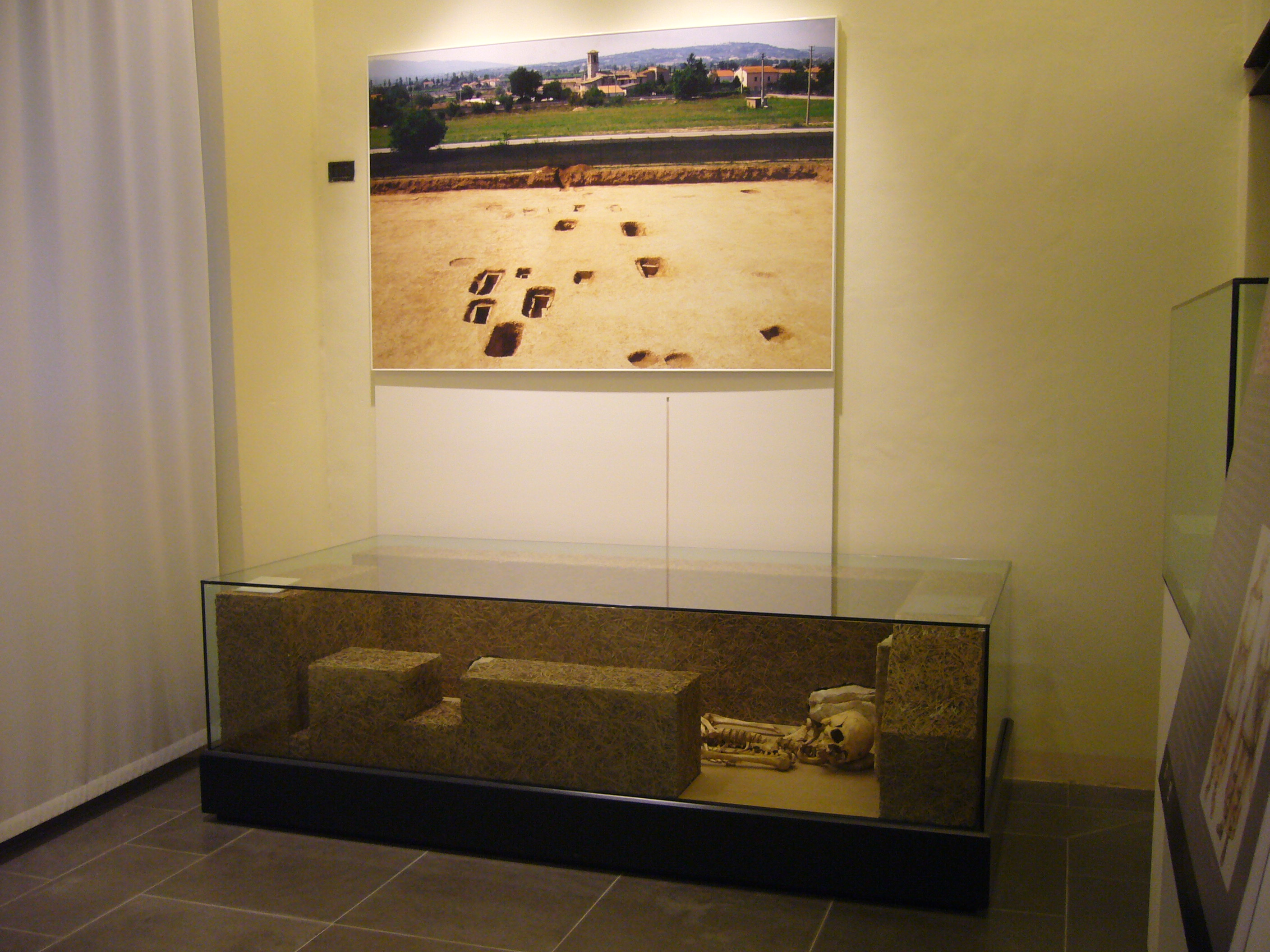
Antiquarium- mummia longobarda

Nella terza sala sono allestiti materiali del periodo longobardo. I reperti provenienti dalla zona di Pietrarossa, sono stati rinvenuti in maniera del tutto casuale a partire dall'800, in seguito allo scasso per la costruzione della strada ferrata. Uno scavo sistematico si è avuto nel 2005, quando i lavori per la realizzazione di un magazzino comunale, hanno fatto affiorare dal terreno resti cospicui di ossa. Lo scavo, ad opera della Sovrintendenza, ha portato alla luce tombe ad inumazione, molte provviste di corredo, riferibili ad una necropoli longobarda di VI-VII sec. Le tombe parallele, sono orientate est-ovest e tengono conto del vicino tracciato dell'antica via Flaminia. Sono di diversa tipologia: -  a fossa stagna, segnalate da pietre e lastre -  a cassa litica -  a fossa con rivestimento in tegole (in un caso); quasi tutte presentano un corredo costituito per la maggior parte da brocchette, fibbie, pettini in osso o corno. Solo due delle sepolture presentano un corredo più significativo: nella tomba (17) è stato rinvenuto il corredo di un guerriero, costituito da una spada, un coltellaccio ed alcuni elementi in ferro appartenenti alla cintura; la tomba (7) invece, ha restituito una parure famminile composta da orecchini, 2 aghi crinali e una collana in ametista, pasta vitrea e vetro.

### Museo della Civiltà dell'Ulivo

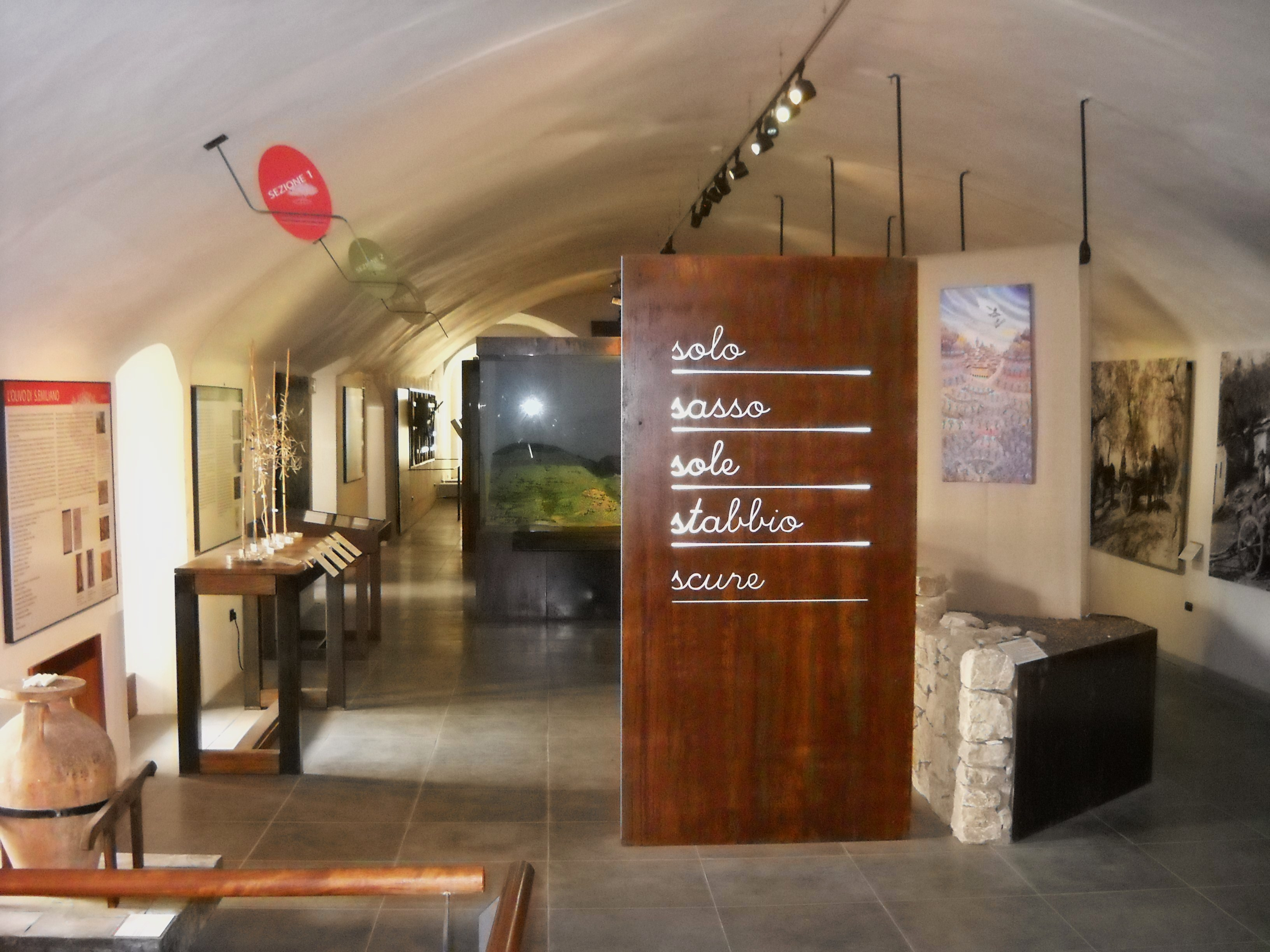
Trevi Museo della Civiltà dell'Ulivo

Il museo ha sede dal 1997 al piano terra del convento di San Francesco. Interamente dedicato al prodotto principe di Trevi, l'olio extra vergine d'oliva DOP, il museo documenta i diversi aspetti legati alla produzione dell'olio ed alla cultura dell'ulivo, che così fortemente caratterizza il paesaggio delle colline circostanti. Il nuovo allestimento del 2007, vede l'impiego di pannelli e strumenti multimediali ed organizza lo spazio espositivo in quattro sezioni (botanica -conosciamo l'olio e l'ulivo -l'ulivo simbolo di pace -storia dell'ulivo), che permettono di indagare l'argomento sul piano scientifico-naturalistico, ma anche storico-artistico e sociale.

### Pinacoteca
È stata inaugurata nell'ottobre 1996, nell'ala sud-ovest del Convento a seguito del restauro ed adattamento degli spazi esistenti. 
La raccolta distribuita su due piani, comprende pitture, sculture, disegni e suppellettili provenienti dal territorio di Trevi, entrati a far parte dalla raccolta comunale in seguito alla confisca del patrimonio ecclesiastico, dopo l'Unità d'Italia.
.
Primo piano

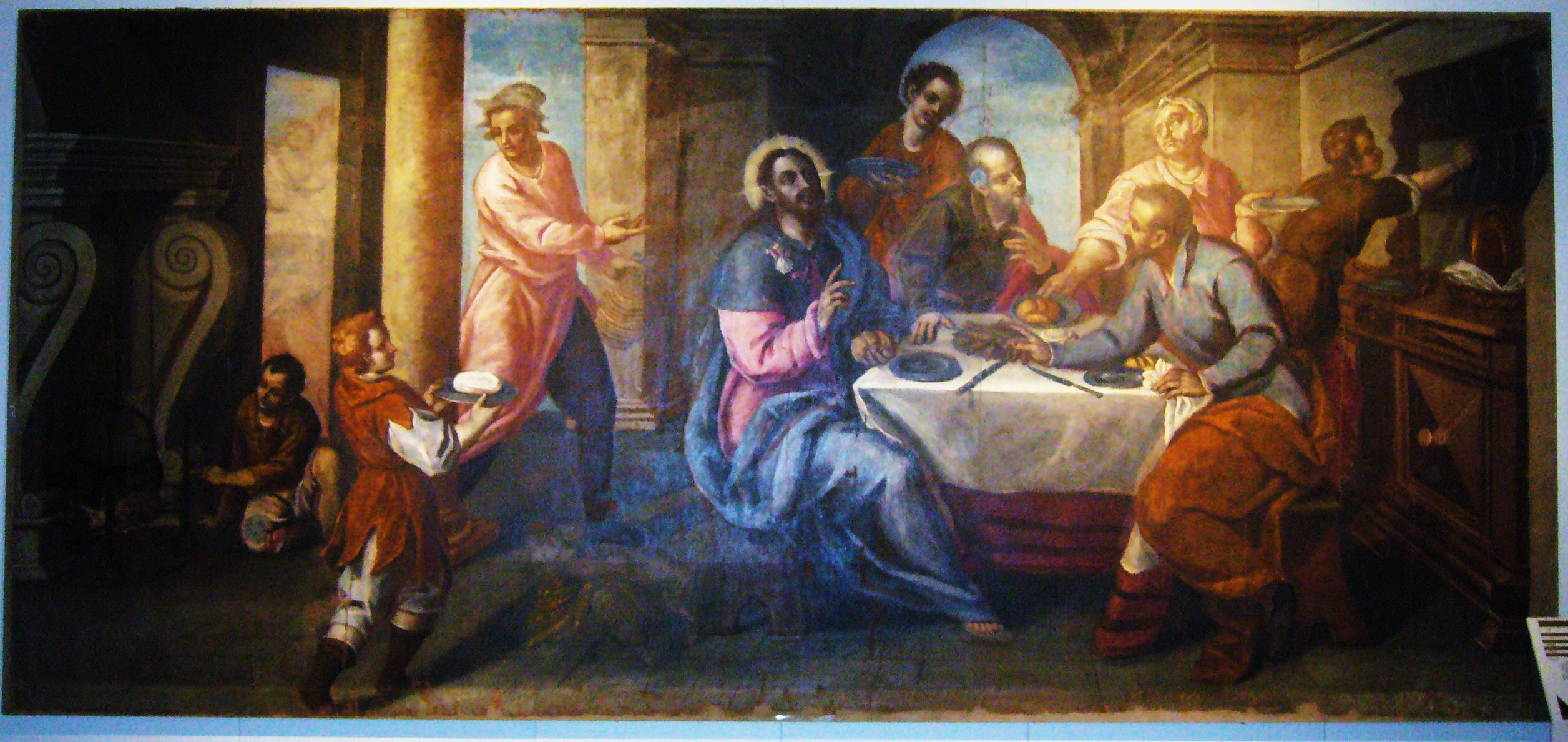
"Cena in Emmaus"̠ Pinacoteca

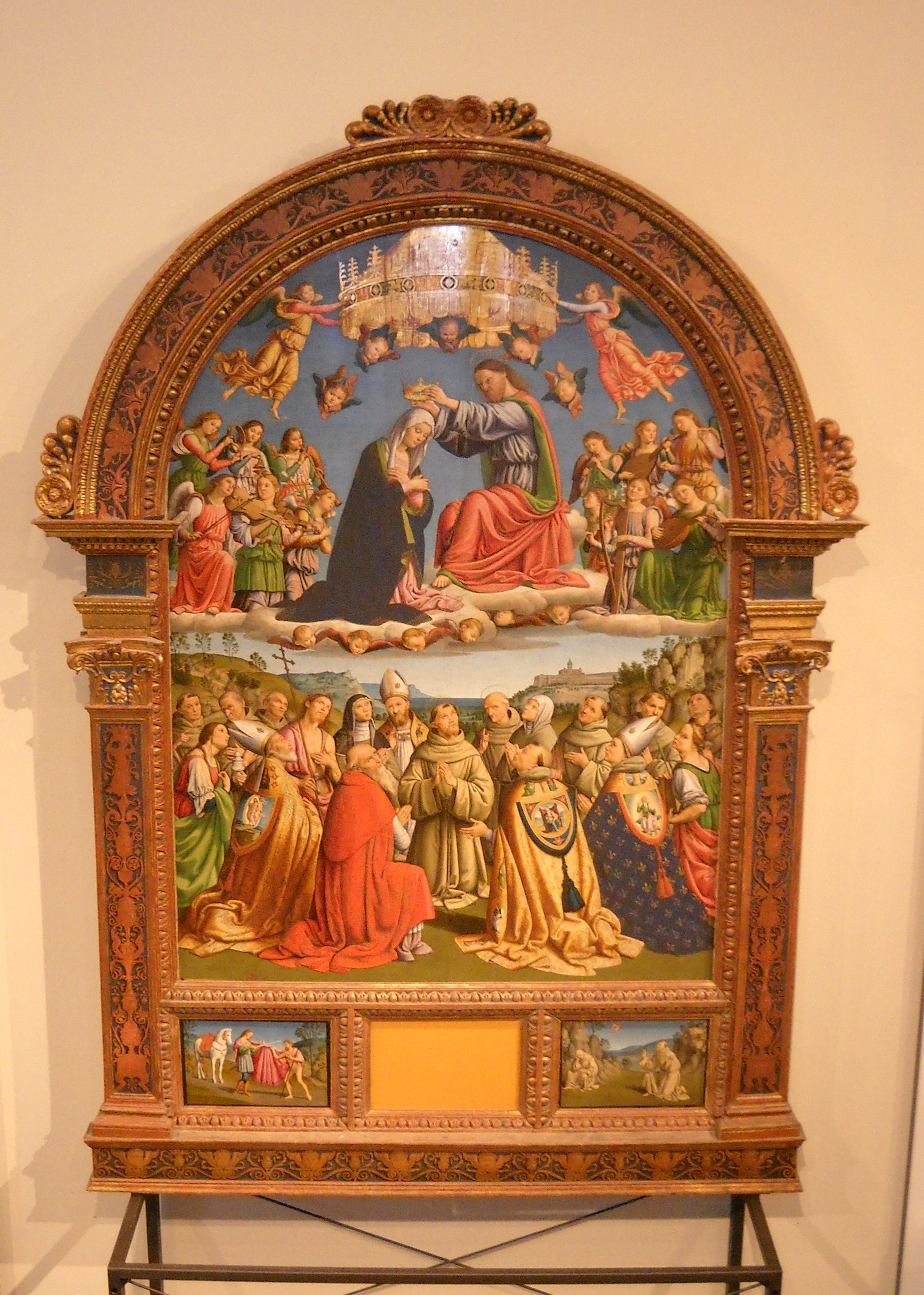
Giovanni di Pietro detto "Lo Spagna" - "Incoronazione della Vergine"

- Cena in Emmaus. Pittore umbro- marchigiano, tempera su tela, fine del XVI secolo, proveniente dal convento dei Cappuccini di Sant'Antonio in Trevi.

La tela occupava la parete di fondo del refettorio del convento, il soggetto infatti (Cristo si rivela ai Discepoli dopo la resurrezione) era molto diffuso in questo tipo di ambienti. Il tentativo di rimozione di due figure femminili, ancora visibili sulla sinistra, fa pensare che la collocazione originaria dell'opera fosse un'altra, probabilmente un monastero femminile.
- Madonna con Bambino, Santa Maria Maddalena e Santa Caterina. Pittore umbro-marchigiano, tempera su tela, primo quarto del sec. XVII[4].
- Personaggi in preghiera. Attribuita ad Ascensidonio Spacca “il Fantino”, inizi del 1600

Parte inferiore di una pala d'altare raffigurante la Madonna del Rosario, commissionata per la compagnia omonima nella Chiesa di Sant'Emiliano da Muzio Petroni. 
- Assunzione della Vergine e Santi. Tommaso Maurizi, tempera su tela, firmata e datata 1602[4].
- Incoronazione della Vergine e Santi; nella predella San Martino che dona il mantello ad un povero e le Stimmate di San Francesco. Giovanni di Pietro detto “lo Spagna”, tempera su tavola, 1522, chiesa di San Martino in Trevi.

Vi è conservata, inoltre, la Pala eseguita per l'altare maggiore della chiesa di San Martino. La tavoletta centrale, mancante dal secolo scorso, è stata segnalata da Federico Zeri nel 1969 nel museo di Tucson, in Arizona. 
Ai lati dell'Incoronazione, sono collocate due tele, sempre dello Spagna, raffiguranti Santa Cecilia e Santa Caterina: esse provengono dalla chiesa della Madonna delle Lagrime in Trevi, ove in passato ornavano la cappella di Sant'Alfonso. 	
- Assunzione della Vergine e Santi. Alessandro Turchi detto “L'Orbetto”, olio su tela, 1640 circa, chiesa di Sant'Antonio dei Cappuccini in Trevi.

Commissionata dal cardinale Antonio Barberini, fratello di Papa Urbano VIII, che nel 1638 accolse la nomina a cardinale protettore della città di Trevi. La tavola venne dipinta a Roma e portata a Trevi per solennizzare l'avvenimento. 	 
- Miracolo di San Vincenzo Ferrer. Pittore della "cerchia dei Nasini", tela probabilmente dipinta nel 1729 in occasione dell'erezione del nuovo altare intitolato al Santo nella chiesa di San Domenico di Trevi[4].
- Incredulità di San Tommaso. Pittore romano, inizi del XVII sec., proveniente dalla ex chiesa di San Tommaso in Trevi, sulla Flaminia.
- San Francesco di Paola. Pittore umbro, XVII sec., originariamente forse nella chiesa dei Cappuccini di Trevi[4].

Secondo piano
- Croce d'altare. Maestro umbro (affine al Maestro di Cesi), tempera su tavola, databile intorno al 1310,. Proveniente dalla Chiesa di San Pietro a Pettine.

Il Crocifisso sagomato accoglie il modello del Cristo patiens, ovvero agonizzante, sofferente,  che va a sostituire nel corso del XII sec. quella del Cristo triumphans  (“vittorioso” sulla morte).
- Adorazione dei Magi. Pittore fiammingo, fine del XV secolo, proveniente dal convento di San Domenico in Trevi[4].
- Trittico con Scene della vita di Cristo, tempera su tavola, attribuito a Giovanni di Corraduccio, databile tra la fine del XIV secolo e l'inizio del successivo, che reca i nomi dei committenti: Cicco Urighi e Jacobuccio di Mattia. L'opera, che presenta uno stile neogiottesco tipico del pittore, proviene dalla chiesa di Santa Croce in Piaggia, dalla quale fu rimosso nel 1867 in seguito ad un tentativo di furto[5].
- Polittico con Storie della vita di Cristo. Giovanni di Corraduccio, tempera su tavola databile intorno al 1430, originariamente nelle Chiesa di San Francesco in Trevi. L'assenza di episodi fondamentali della vita di Cristo come la Crocifissione, fanno pensare che l'opera fosse a cinque pannelli[4].

- Croce astile. Pittore umbro, prima metà del XV sec., proveniente forse dal convento di San Francesco.

Nelle Tabelle laterali: la Madonna e San Giovanni su un lato e San Francesco d'Assisi e San Ludovico da Tolosa sull'altro.	
- Compianto su Cristo morto. Pittore dell'Italia centrale, 1520-1530, proveniente dalla Chiesa della Madonna delle Lagrime in Trevi.

### Chiesa di San Francesco

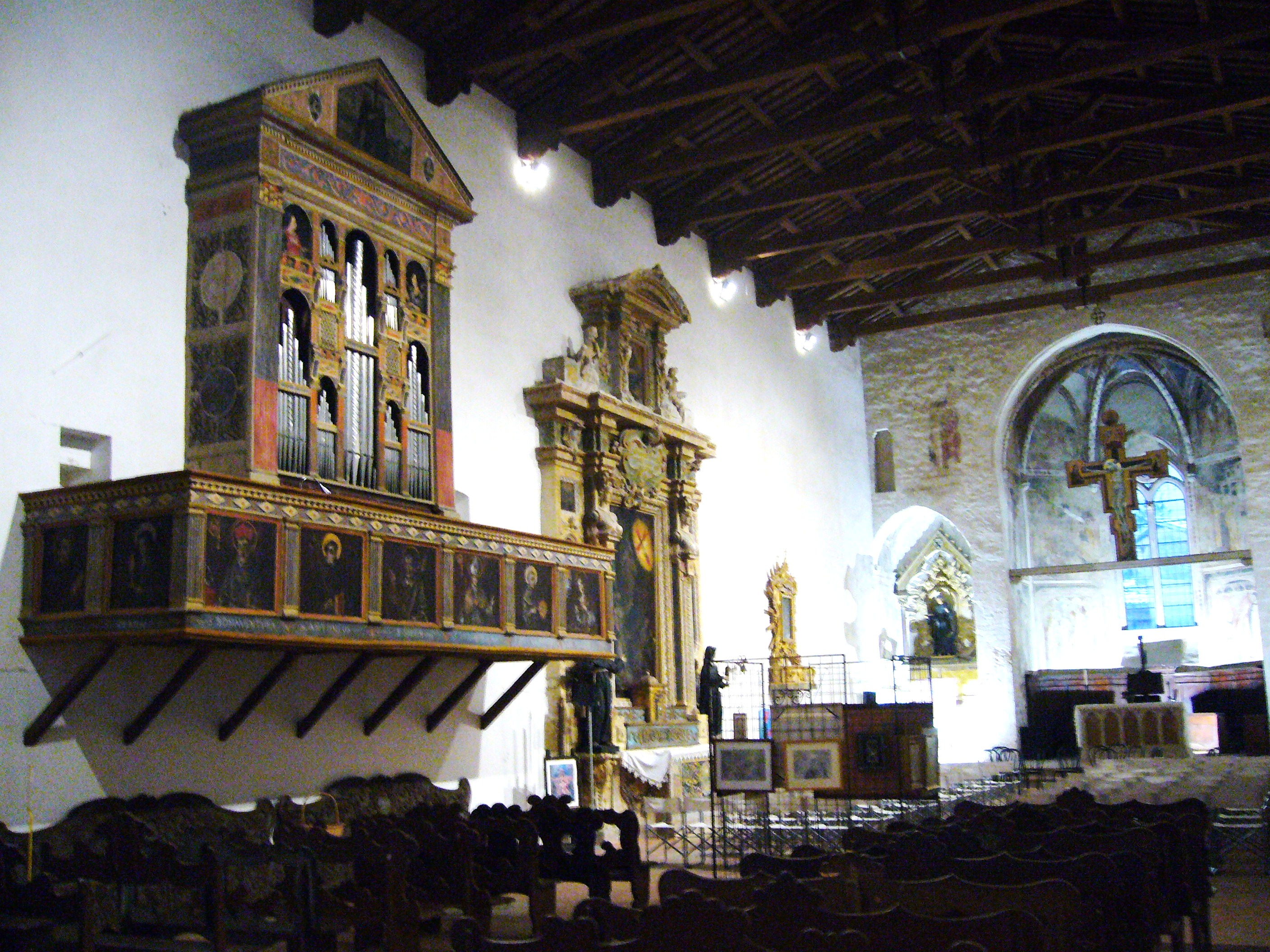
Interno della Chiesa di San Francesco e organo

Della prima Chiesa romanica di Santa Maria, annessa al convento, rimangono solo alcune tracce nell'edificio attuale, tra cui un'epigrafe murata nella cimasa del timpano e parte della facciata nel lato ovest. La costruzione della nuova chiesa, dedicata prima al Beato Ventura ed in seguito a San Francesco, si colloca tra la fine del XIII sec. e gli inizi del XIV sec. 
L'edificio si presenta ad unica navata con abside pentagonale di fondo e due cappelle laterali, facciata a capanna con copertura a capriate di legno; i due portali gotici posti sul lato sud, sono a fasci di colonnine poggiate su capitelli fogliati e terminanti in un arco acuto con agnello mistico sulla chiave di volta del portale principale.
All'interno la chiesa presenta affreschi databili tra il XIV e il XV secolo, fatta eccezione per un affresco conservato nella parete sinistra datato 1577. Il ciclo più esteso è quello dell'abside attribuibile a maestranze locali, con le Storie della vita della Vergine, organizzato in registri sovrapposti, due per ogni parete per un totale di otto riquadri che corrispondono ad altrettanti episodi della vita della Vergine: secondo registro in alto da sinistra: - Gioacchino cacciato dal tempio - annuncio a Gioacchino - l'incontro di Gioacchino e Anna presso la porta Aurea e la Natività della Vergine;  primo registro da sinistra: - Maria fanciulla presentata al Tempio - lo sposalizio della Vergine -l'Annunciazione e la Natività.  Nelle lunette sono rappresentati gli Evangelisti Matteo e Marco, mentre le vele della volta sono dipinte a cielo stellato. La scelta di rappresentare nell'abside il ciclo sulla Vergine, piuttosto che la vita di San Francesco, si spiega probabilmente con la volontà di onorare la dedica della Chiesa più antica. 
Alla base dell'abside il coro ligneo ed il leggio al centro sono databili al XVII secolo, mentre il grande Crocifisso appeso alla trave che chiude la zona presbiteriale è databile alla prima metà del XIV secolo. Ai lati dell'abside le due cappelle di pianta rettangolare, conservano affreschi frammentari del XIV secolo e monumenti funebri. Nella cappella di destra gli affreschi con Santi ed Evangelisti interessano la parete sinistra, l'intradosso dell'arco e la parte sovrastante dello stesso; all'interno vi è un monumento funebre del XIII-XIV secolo, dove nel 1523 pare vennero deposte le ossa del Beato Ventura. La cappella di sinistra, dedicata a Sant'Antonio da Padova, ospita il Monumento funebre dei Valenti, come attestano lo stemma araldico della famiglia e l'iscrizione lapidea, posti su un'edicola nella parete di fondo; gli affreschi rappresentano Santi entro edicole.
Le pareti laterali della navata ospitano altari fatti costruire in occasione dei lavori di restauro eseguiti nel corso del XVI secolo, che cambiarono profondamente l'aspetto originario della chiesa.
Alla parete destra è l'altare dello Spirito Santo e l'altare della Madonna della Neve, con una tela con la Madonna incoronata con San Pietro e San Paolo e le anime del purgatorio, opera di Ascensidonio Spacca detto il Fantino. Alla parete dirimpetto si trova l'altare delle Stimmate di San Francesco con una tela di medesimo soggetto attribuibile ad Avanzino Nucci e l'altare della Crocifissione. 
In seguito alla soppressione delle corporazioni religiose e all'allontanamento dei frati francescani dal convento, la chiesa ebbe diverse destinazioni d'uso. Solo nel 1985 venne riaperta come luogo di culto e sede di eventi culturali e dal 1997 è entrata a far parte del Complesso Museale.

#### Organo
L'organo già anticamente considerato “rarissimo esemplare superstite di quel tipo che nel rinascimento veniva definito organo da muro”, è in effetti il più antico in Umbria. Lo strumento fu commissionato dai frati della chiesa di San Francesco di Trevi a Mastro Paolo Pietro di Paolo di Montefalco, come attesta il rogito del 22 settembre 1509. Venne aggiustato ed ampliato nel XVIII sec. e più significativamente tra la fine dell'Ottocento e gli inizi del Novecento vennero sostituite tastiera, pedaliera, manticeria e basseria, ad opera di Rodolfo Luna. L'organo si trova sulla parete sinistra della navata della chiesa, tra l'altare delle Stimmate di San Francesco e l'altare della Crocifissione. Il prospetto è costituito da 37 canne suddivise in 5 campate, di cui le centrali a tortiglione; la tastiera è di 49 tasti e la pedaliera di 27 pedali, i registri sono comandati da 6 tiranti a pomello, il mantice a lanterna è posto nel basamento, con due soffietti di alimentazione azionati a pedale con trasmissione meccanica di tipo sospeso. La cassa, appesa al muro, è di legno intagliato dipinto a tempera e divisa in 5 campate, la maggiore delle quali sovrapposta a quelle minori, ospita il secondo ordine di canne morte (canne mute). Nella cimasa sono rappresentati San Domenico e San Francesco, ai lati Santa Caterina da Siena e Santa Chiara, in alto l'Annunciazione. 
La cantoria presenta dieci comparti dipinti ad olio con immagini di Santi, da sinistra: San Didaco, Santa Chiara d'Assisi, San Bonaventura da Bagnoregio, Sant'Antonio da Padova, San Giuseppe, Sant'Emiliano, San Bernardino da Siena, Santa Maddalena, Santa Lucrezia e Santa Caterina d'Alessandria.
Il recente restauro, operato dalla Organi Pinchi di Trevi, attraverso la conservazione dei materiali ed alla ricostruzione degli elementi strutturali, ha permesso il ripristino funzionale delle canne e quindi dello strumento.